# Diego Calderón
Diego Armando Calderón Ezpinoza (Quito, 26 de outubro de 1986) é um futebolista equatoriano que atua como lateral-esquerdo e zagueiro.

## Carreira
Conquistou junto à LDU os títulos da Copa Libertadores da América de 2008, da Recopa Sul-Americana de 2009, da Copa Sul-Americana de 2009 e da Recopa Sul-Americana de 2010. Ele fez parte do elenco da Seleção Equatoriana de Futebol da Copa América de 2011.

## Títulos
Liga de Quito
- Campeonato Equatoriano de Futebol: 2005
- Campeonato Equatoriano de Futebol: 2007
- Copa Libertadores da América: 2008
- Copa Sul-Americana: 2009
- Recopa Sul-Americana: 2009
- Recopa Sul-Americana: 2010
- Campeonato Equatoriano de Futebol: 2010